# Aeroport Internacional Pierre Elliott Trudeau
L'Aeroport internacional Pierre Elliott Trudeau de Montreal o simplement Montréal-Trudeau (codi IATA: YUL; codi OACI: CYUL) (en francès: Aéroport international Pierre-Elliott-Trudeau de Montréal; en anglès: Montréal-Pierre Elliott Trudeau International Airport) està situat a la ciutat de Dorval, Quebec, Canadà. És el principal aeroport de Mont-real, i atén al trànsit de passatgers. L'altre aeroport de Montréal, situat a Mirabel, només rep vols de càrrega aèria.
L'aeroport va rebre prop de 10,3 milions de passatgers el 2004, prop d'11 milions el 2005 i més d'11 milions el 2006. L'aeroport anteriorment s'anomenava Aeroport internacional Montreal-Dorval. Es va rebatejar l'1 de gener de 2004 en memòria de l'antic Primer Ministre del Canadà Pierre Elliott Trudeau. El juny de 2005 es va inaugurar la nova terminal internacional i la nova sala de les arribades internacionals. La terminal de l'aeroport de Montreal va ser una de les primeres del món a estar llesta a rebre l'Airbus A380, el primer dels quals va aterrar en 2007, i en 2011 aquest aparell va operar el vol regular Paris-Montreal, que es va tancar en 2012 per baixa demanda.

## Aerolínies i destinacions

### Vols internacionals
- Air Algérie (Alger)
- Air Canada (Barbados, Cancun, Cayo Coco, Cayo Llarg, Cozumel, Frankfurt, la Habana, Holguin, la Romana, Londres/Heathrow, Mèxic, Montego Bay, Nassau, Paris/CDG, Pointe-à-Pitre, Port-au-Prince, Port Plata, Punta Cana, San Juan, Sta. Lucia, St. Maarten i Varadero)
- Air France (París/CDG)
- Air Saint-Pierre (San Pedro i Miquelón)
- Air Transat (Acapulco, Atenes, Barcelona, Brussel·les, Camaguey, Cancun, Cayo Coco, Cayo Llarg Fort-de-France, Holguin, Ixtapa, La Ceiba, La Romana, Lisba, Londres/Gatwick, Lyons, Madrid, Managua, Manzanillo (Cuba), Manzanillo (Mèxic), Marseilles, Montego Bay, Nantes, Niça, Panamà, París/CDG, Porlamar, Port-au-Prince, Port Plata, Port Vallarta, Punta Cana, Roma, Sant Andres, San Jose, San Salvador, Santa Clara, Santiago, Santo Domingo, St. Maarten, Toulouse, Varadero)
- British Airways (Londres/Heathrow)
- Corsair (París/Orly)
- CSA Czech Airlines (Praga)
- Cubana (Camaguey, Cayo Llarg, Cayo Coco, la Habana, Holguin, Varadero)
- EgyptAir (el Cairo)
- KLM (Ámsterdam)
- Lufthansa (Múnic)
- Mexicana (Ciutat de Mèxic)
- Olympic Airways (Atenes)
- Royal Air Maroc (Casablanca)
- SATA International (Ponta Prima)
- Skyservice (Agadir, Bahias de Huatulco, Camaguey, Cancun, Cayo Coco, Fort Lauderdale, Holguin, Huatulco, La Romana, Libèria, Manzanillo, Mazatlan, Montego Bay, Port Plata, Port Vallarta, Punta Cana, Santa Maria, Varadero)
- Sunwing (Ciutat de Panama)
- Swiss International Air Lines (Zuric)
- Thomas Cook Airlines (Londres/Gatwick i Manchester)
- Transaero Airlines (Moscou/Domodedovo)
- Zoom Airlines (Camaguey, Cartagena, Cancun, La Romana, Londres/Gatwick, París/CDG, Porlamar, Port Plata, Varadero)

### Vols transfronterers (amb elsEstats Units)
- Air Canada i Air Canada Jazz (Boston, Chicago/O'Hare, Denver, Fort Lauderdale, Fort Myers, Hartford, Les Vegas, Els Angeles, Miami, Nova York/LaGuardia, Newark, Orlando, Filadèlfia, San Francisco, Tampa, Washington/Dulles, Washington/Reagan)
- Air Georgian (Hartford)
- Air Transat (Fort Lauderdale, Orlando)
- Air Wisconsin (Filadèlfia)
- United Express (Chicago)
- Atlantic Southeast Airlines amb Delta Connection (Atlanta, Cincinnati, Cleveland)
- American Airlines i American Eagle (Chicago, Dallas/Fort Worth, Miami, Nova York/JFK)
- Comair amb Delta Connection (Atlanta, Cincinnati, Cleveland, Nova York/LaGuardia)
- Commutair amb Continental Connection
- Continental Express (Cleveland i Newark)
- Delta Air Lines (Atlanta)
- Mesaba Airlines amb Northwest Airlink
- Northwest Airlines (Detroit i Minneapolis)
- US Airways (Filadèlfia)

### Vols domèstics
- Air Canada (Calgary, Edmonton, Halifax, Toronto-Pearson, Winnipeg, Vancouver)
- Air Canada Jazz (Bathurst, Charlottetown, Deer Lake, Fredericton, Halifax, Hamilton, Iles de La Madeleine, London (ON), Moncton, Québec, Rouyn-Noranda, Saint John, St. John's, Sydney (NE), Toronto-Pearson, Val-d'Or, Winnipeg)
- Air Labrador (Goose Bay, St. John's)
- Air Creebec (Chibougamau, Roberval, Val-d'Or)
- Air Inuit (Kuujjuarapik, Québec, La Gran, Salluit)
- First Air (Kuujjuaq)
- Hydro-Québec
- Porter Airlines (Toronto Island Centro de la ciutat)
- Provincial Airlines (Sept-Î#les)
- Westjet (Calgary, Toronto, Winnipeg, Vancouver)